# Pablo Vierci
Pablo Vierci (Montevideo, 7 de julio de 1950) es un escritor, periodista y guionista uruguayo.
Ha escrito 12 libros, además de guiones para documentales y largometrajes. Obtuvo el segundo Premio Nacional de Literatura de Uruguay en 1987 y 2004.
Su primer libro Los tramoyistas fue publicado en 1979 y se tradujo al portugués e inglés, y fue reeditado en el año 2000.
Juan Antonio Bayona rodó para Netflix una película homónima basada en su libro La sociedad de la nieve. 
En 2024, su libro La sociedad de la nieve fue galardonado con el Premio Libro de Oro otorgado por la Cámara Uruguaya del Libro.

## Libros
- 1979, Los tramoyistas
- 1984, Pequeña historia de una mujer
- 1987, Detrás de los árboles
- 2004, 99% asesinado
- 2009, La sociedad de la nieve (ISBN 978-0307392817)
- 2010, De Marx a Obama (ISBN 978-6074298802)
- 2011, Artigas - La Redota[8]
- 2012, El desertor (ISBN 978-9500744300)
- 2014, Ellas 5[9]
- 2016, Tenía que sobrevivir (con Roberto Canessa) (ISBN 978-1476765471)
- 2018, El fin de la inocencia[10]
- 2021, La redención de Pascasio Báez[11] (ISBN 978-9915664217)

## Premios
- 1987, segundo Premio Nacional de Literatura de Uruguay.[4]
- 2003, ganador Premio Citigroup Excelencia Periodística de la Universidad de Columbia de Nueva York.[12]
- 2004, segundo Premio Nacional de Literatura de Uruguay.[4]
- 2009, Premio Libro de Oro de la Cámara Uruguaya del Libro.[13]